# Anatoli Nikolajewitsch Rjabinin
Anatoli Nikolajewitsch Rjabinin (russisch Анатолий Николаевич Рябинин; * 30. Maijul. / 11. Juni 1874greg. in Murom; † 12. Februar 1942 in Leningrad) war ein russischer Geologe und Paläontologe.
Rjabinin studierte am Bergbau-Institut in Sankt Petersburg mit dem Abschluss 1897. Zu seinen Lehrern gehörte Alexander Petrowitsch Karpinski. Wegen revolutionärer Aktivitäten wurde er zweimal verhaftet und wurde dann nach Tiflis und ins Gouvernement Wjatka in Verbannung geschickt (1897 bis 1905) und konnte erst 1905 zurück nach Sankt Petersburg. Ab 1901 war er im Geologischen Ausschuss, dem späteren All-Unions-Ausschuss für Geologie (Geologisches Komitee), dessen Vizedirektor er 1918 bis 1921 war und dessen Direktor von 1921 bis 1923. Außerdem war er 1919 bis 1922 Professor an der Bergakademie in Moskau und danach am Bergbau-Institut in Leningrad. 1935 erhielt er den russischen Doktortitel (Habilitation). 1916 war er einer der Gründer der russischen paläontologischen Gesellschaft und 1941 dessen Vorsitzender. Er verhungerte bei der Belagerung von Leningrad. 
Er war zu Feldstudien im Kaukasus, der Krim, Zentralasien, Kasachstan, in Perm und Kirow.  Seine paläontologischen Arbeiten zum Tertiär in der Kaukasus-Region führten zur Entdeckung neuer Ölfelder. Er war einer der Ersten, der auf das Vorhandensein von Kalisalz im Ural hinwies. Als Paläontologe befasste er sich mit Wirbeltierpaläontologie (Säuger, Reptilien, Amphibien, besonders Dinosaurier).
Eine Gattung von Pterosauriern wurde von ihm erstbeschrieben (Batrachognathus RJABININ 1948).